# Eutolmus mordax
Eutolmus mordax là một loài ruồi trong họ Asilidae. Eutolmus mordax được Loew miêu tả năm 1848.